# Языки кайнджи
Языки кайнджи (англ. Kainji languages) — ветвь языков бенуэ-конголезской семьи нигеро-конголезской макросемьи.

## Классификация
Классификация:
Кайнджи
- восточные
  - сев. Джос
  - пити-атсам
  - амо
- западные
  - баса
  - бауши-гурмана
  - дука
  - оз. Каинджи
  - камбари
  - камуку
  - реше